# Boufakrane
Boufakrane (en tamazight ⴱⵓⴼⴰⴽⵔⴰⵏ, en arabe : بوفكران) est une ville du Maroc. Elle est située dans la préfecture de Meknès, en région de Fès-Meknès.
Lors de la lutte pour l'indépendance le détournement de Oued Boufekrane dans les années 1930 pour irriguer les exploitations détenues par les colons provoqua de graves émeutes qui firent plusieurs dizaines de morts chez les paysans pénalisés par ce détournement.

### Sources
- (en-US) « Maps, Weather, and Airports for Bou Fekrane, Morocco », sur www.fallingrain.com (consulté le 10 mars 2017)